# Bill Lomas
Bill Lomas   (Derbyshire, 8 de març de 1928 - Mansfield, 14 d'agost de 2007) fou un pilot de motociclisme anglès que va guanyar dos campionats del món de 350cc consecutius (1955 i 1956) com a membre de l'equip de fàbrica de Moto Guzzi. Durant la temporada de 1956 va pilotar la famosa Moto Guzzi V8 de Gran Premi. Lomas també va guanyar dues edicions del TT de l'illa de Man i va practicar amb èxit el trial.
Bill Lomas es va morir a Mansfield el 2007 a causa de les complicacions sobrevingudes després d'un atac de cor.

## Resultats al Mundial de motociclisme
Barem de puntuació de 1950 a 1968:
| Posició | 1 | 2 | 3 | 4 | 5 | 6 |
| Punts   | 8 | 6 | 4 | 3 | 2 | 1 |

(Ids. Grans Premis | Llegenda) (Curses en negreta indiquen pole; curses en  itàlica indiquen volta ràpida)
| Any  | Categoria | Equip      | 1      | 2      | 3     | 4     | 5     | 6     | 7     | 8     | 9     | Punts | Posició | Victòries |
| ---- | --------- | ---------- | ------ | ------ | ----- | ----- | ----- | ----- | ----- | ----- | ----- | ----- | ------- | --------- |
| 1950 | 350cc     | Velocette  | IOM NC | BEL 4  | NED 3 | CH -  | ULS - | NAT 5 |       |       |       | 9     | 7è      | 0         |
| 1951 | 250cc     | Velocette  |        | CH -   | IOM - |       |       | FRA 5 | ULS - | NAT - |       | 2     | 12è     | 0         |
| 1951 | 350cc     | Velocette  | ESP -  | CH -   | IOM 5 | BEL 3 | NED - | FRA - | ULS - | NAT - |       | 6     | 11è     | 0         |
| 1952 | 125cc     | MV Agusta  |        | IOM -  | NED - |       | GER - | ULS 2 | NAT - | ESP - |       | 6     | 8è      | 0         |
| 1952 | 250cc     | Velocette  | CH -   | IOM NC | NED - |       | GER - | ULS - | NAT - |       |       | 0     | –       | 0         |
| 1952 | 350cc     | AJS        | CH -   | IOM 4  | NED - | BEL 5 | GER 3 | ULS - | NAT - | ESP - |       | 9     | 7è      | 0         |
| 1952 | 500cc     | MV Agusta  | CH -   | IOM 5  | NED - | BEL - | GER - | ULS 3 | NAT - | ESP - |       | 6     | 13è     | 0         |
| 1954 | 250cc     | MV Agusta  | FRA -  | IOM NC | ULS - |       | NED - | GER - | CH -  | NAT - |       | 0     | –       | 0         |
| 1954 | 350cc     | MV Agusta  | FRA -  | IOM 7  | ULS - | BEL - | NED - | GER - | CH -  | NAT - | ESP - | 0     | –       | 0         |
| 1954 | 500cc     | MV Agusta  | FRA -  | IOM NC | ULS - | BEL - | NED - | GER - | CH -  | NAT - | ESP - | 0     | –       | 0         |
| 1955 | 125cc     | MV Agusta  | ESP -  | FRA -  | IOM 4 | GER - |       | NED - |       | NAT - |       | 3     | 9è      | 0         |
| 1955 | 250cc     | Moto Guzzi |        |        | IOM 1 | GER - |       | NED - | ULS 4 | NAT 5 |       | 13    | 2n      | 1         |
| 1955 | 350cc     | Moto Guzzi |        | FRA -  | IOM 1 | GER 1 | BEL 1 | NED 2 | ULS 1 | NAT 2 |       | 32    | 1r      | 4         |
| 1955 | 500cc     | Moto Guzzi | ESP -  | FRA -  | IOM 7 | GER - | BEL - | NED - | ULS 1 | NAT - |       | 8     | 6è      | 1         |
| 1956 | 350cc     | Moto Guzzi | IOM NC | NED 1  | BEL - | GER 1 | ULS 1 | NAT - |       |       |       | 24    | 1r      | 3         |
| 1956 | 500cc     | Moto Guzzi | IOM 5  | NED -  | BEL - | GER - | ULS - | NAT - |       |       |       | 2     | 16è     | 0         |